# Kébec-Disque
Kébec-Disque (parfois créditée Kébec-Disc) est une maison de disques québécoise fondée en 1974 par Guy Latraverse à Montréal. Le producteur Gilles Talbot lui succède en 1976. L'entreprise a été fondée pour la réalisation de disques de plusieurs artistes tels que Paul Piché, Michel Rivard, Diane Dufresne, Diane Juster, Fabienne Thibeault, Jean Lapointe, Nicole Martin, Jim Corcoran, Marie Denise Pelletier, Martine Chevrier, Gilles Rivard et bien d'autres.
De nombreux artistes français sont produits sur le territoire québécois par Kébec-Disque. C'est le cas notamment de Gérard Lenorman, Herbert Léonard, Michel Delpech, Isabelle Aubret, Julien Clerc, Yves Duteil, Frida Boccara et Nicole Rieu. C'est aussi sous cette étiquette qu'est lancée la chanson Les Yeux de la faim de la Fondation Québec-Afrique en 1985 (chanson caritative pour aider l'Éthiopie à se sortir de sa terrible famine de 1984-1985).
Tous les enregistrements de Kébec-Disque sont distribués par Distribution Trans-Canada et Diskade, sauf Starmania qui est distribué par Solo Distribution. Après le décès de Gilles Talbot en 1982, la compagnie Kébec-Disque voit Distribution Trans-Canada continuer de distribuer ses enregistrements sous cette étiquette jusqu'à la fin des années 1980. Kébec-Disque disparaît définitivement en 1989.

## Artistes du Québec produits par Kébec-Disque
- Martine Chevrier (1983-1986)
- Corbeau (1981-1984)
- Jim Corcoran (1977-1983)
- Luc Cousineau (1982)
- Yvon Deschamps (1974-1978)
- Marie Michèle Desrosiers (1983)
- Diane Dufresne (1981-1984)
- Louise Forestier (1983)
- Pauline Julien (1977-1982)
- Diane Juster (1977-1987)
- Jean Lapointe (1976-1980)
- Félix Leclerc (1986-1989)
- Sylvain Lelièvre (1981-1989)
- Robert Leroux (1987)
- Pierre Létourneau (1983)
- Marjo (1986-1989)
- Nicole Martin (1982)
- Octobre (1980)
- Danielle Oddera (1978)
- Chantal Pary (1980-1987)
- Marie Denise Pelletier (1986-1987)
- Paul Piché (1977-1982)
- Louise Portal (1985)
- Gilles Rivard (1981-1983)
- Michel Rivard (1983)
- Marie-Claire Séguin (1986-1989)
- Rock et Belles Oreilles (1985-1986) (Ça rend rap, Le feu sauvage de l'amour)
- Sol (personnage clownesque québécois joué par Marc Favreau) (1977-1982)
- Fabienne Thibeault (1976-1982)
- Sylvie Tremblay (1983-1986)
- Nanette Workman (1982)

## Artistes de l'Amérique francophone produits par Kébec-Disque
- Angèle Arsenault, de l'Île-du-Prince-Édouard (1980-1982)
- Calixte Duguay, du Nouveau-Brunswick (1978)
- Garolou, de l'Ontario (1976-1982)
- Daniel Lavoie, du Manitoba (1983)
- Robert Paquette, de l'Ontario (1976-1981)
- Zachary Richard, de la Louisiane (1976)

## Artistes de France produits par Kébec-Disque
- Isabelle Aubret (1981-1982)
- Didier Barbelivien (1985)
- Frida Boccara (1983-1984)
- Ève Brenner (1980)
- Julien Clerc (1980)
- Michel Delpech (1986)
- Cookie Dingler (1985)
- Alice Dona (1981)
- Yves Duteil (1983-1985)
- Jean Ferrat (1980)
- Juliette Greco (1983)
- C. Jerome (1985-1987)
- Jean-Jacques Lafon (1987)
- Serge Lama (1986)
- Gérard Lenorman (1980-1985)
- Herbert Léonard (1981-1985)
- Nicole Rieu (1986)

## Artistes internationaux produits par Kébec-Disque
- Salvatore Adamo (1985-1992)
- Petula Clark (1976)
- Linda de Suza (1984)
- Martinique (1985)
- Ennio Morricone (1978-1983)